# 수현운수
수현운수는 서울특별시 구로구 가마산로 167 (구로동)에 있는 서울특별시의 마을버스 업체이다. 계열사로는 수빈운수가 있다.

## 운행 노선
- ● 구로11번: 대림역 ~ 개봉역 (구 구로마을 26-1번)

## 보유 차종
레스타, NEW BS090, 그린시티, E-SKY 9으로 운행하고 있다.